# Origenes

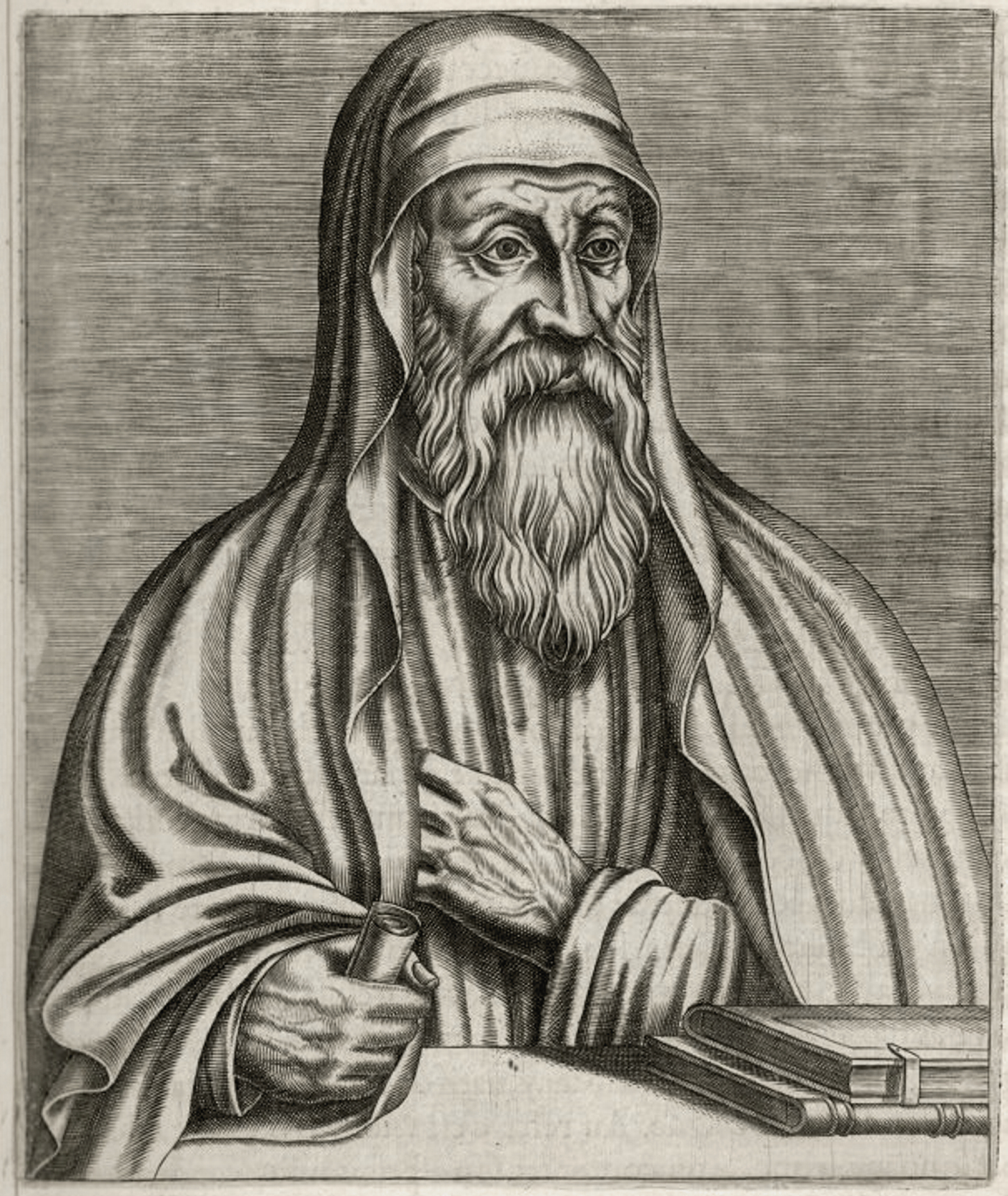
Origenes

Origenes, född cirka 185, troligen i Alexandria, död cirka 254, var bibeltolkare, teolog och kyrkofader.

## Biografi
Sedan hans far, Leonidas, lidit martyrdöden år 202, försörjde Origenes sig själv, sin mor och sin syster med att kopiera böcker, för hand. Fadern hade lärt honom mycket om både kristendomen och den grekiska litteraturen. Senare fick han undervisning i den kristna läran av Klemens av Alexandria. Vid 18 års ålder var han lärare vid kateketskolan i Alexandria och gick samtidigt på nyplatonikern Ammonios Sakkas föreläsningar. Genom sin kombination av klassisk kristen bildning och studier av den hedniska filosofin blev han en insiktsfull apologet, och vann många för kristendomen. 
Biskop Demetrios av Alexandria blev hans ovän. Denna fiendskap bröt ut när Origenes efter åtskilliga resor lät viga sig till presbyter i Caesarea i Palestina 228. Biskopen lät på en synod i Alexandria 232 exkommunicera honom för kätteri och såg till att domen blev erkänd även i Västerlandet. Origenes valde då Caesarea till sitt verksamhetsfält. Under den decianska förföljelsen greps han och marterades, så att hans hälsa för alltid blev bruten. Han dog i följderna av denna misshandel och begravdes i Tyrus.
Origenes skriftliga produktivitet saknar nästan motstycke; 6 000 större och mindre skrifter vittnar om det. Bibelverket Hexapla, den första kristna dogmatiken: De principiis, den jämförande framställningen mellan kristendomen och den grekiska filosofin, Stromata (i tio böcker), det apologetisk-polemiska arbetet Contra Celsum (i åtta böcker) var, så vitt man vet, hans största arbeten. Som kristlig tänkare gick han sin egen väg och blev genom denna sin originalitet på många håll misstänkt eller betraktad såsom kättare. Flera av de åsikter, som under 1800-talet med styrka förfäktades, hade honom till sin upphovsman. Synden betraktade han mer som en negation av det goda än som ett positivt ont, och i sammanhang därmed lärde han "apokatastasis". I treenighetsläran betonade han "Sonens subordination under Fadern", och i uppfattningen av bibeln drev han den "allegoriska utläggningen". Origenes var den främsta representanten för den "idealistiska" riktningen bland kyrkofäderna.
Origenes arbeten visar hur långsamt medvetandet om den kristna kyrkans särart växte fram. I sitt arbete med den gammaltestamentliga texten samlade han i arbetet Hexapla olika versioner av texten för säkerhets skull: den hebreiska texten, samma text med grekiska bokstäver, Aquilas översättning, Symmachos översättning, Theodotions översättning och Septuaginta (LXX), alla i täta spalter bredvid varandra. Den grekiska översättningen LXX hade blivit också de kristnas bibel och det judiska samhället ansåg sig därför behöva en egen judisk version på grekiska av den hebreiska texten. Symmachos översättning var en reaktion från judiskt håll, eftersom de inte längre ansåg sig kunna använda LXX. Theodotions översättning av likadeles en judisk översättning som skulle vara en reaktion på LXX-översättningen, men trots detta kom Theodotions översättning att uppskattas av många kristna.